# Арка перемоги (Мадрид)

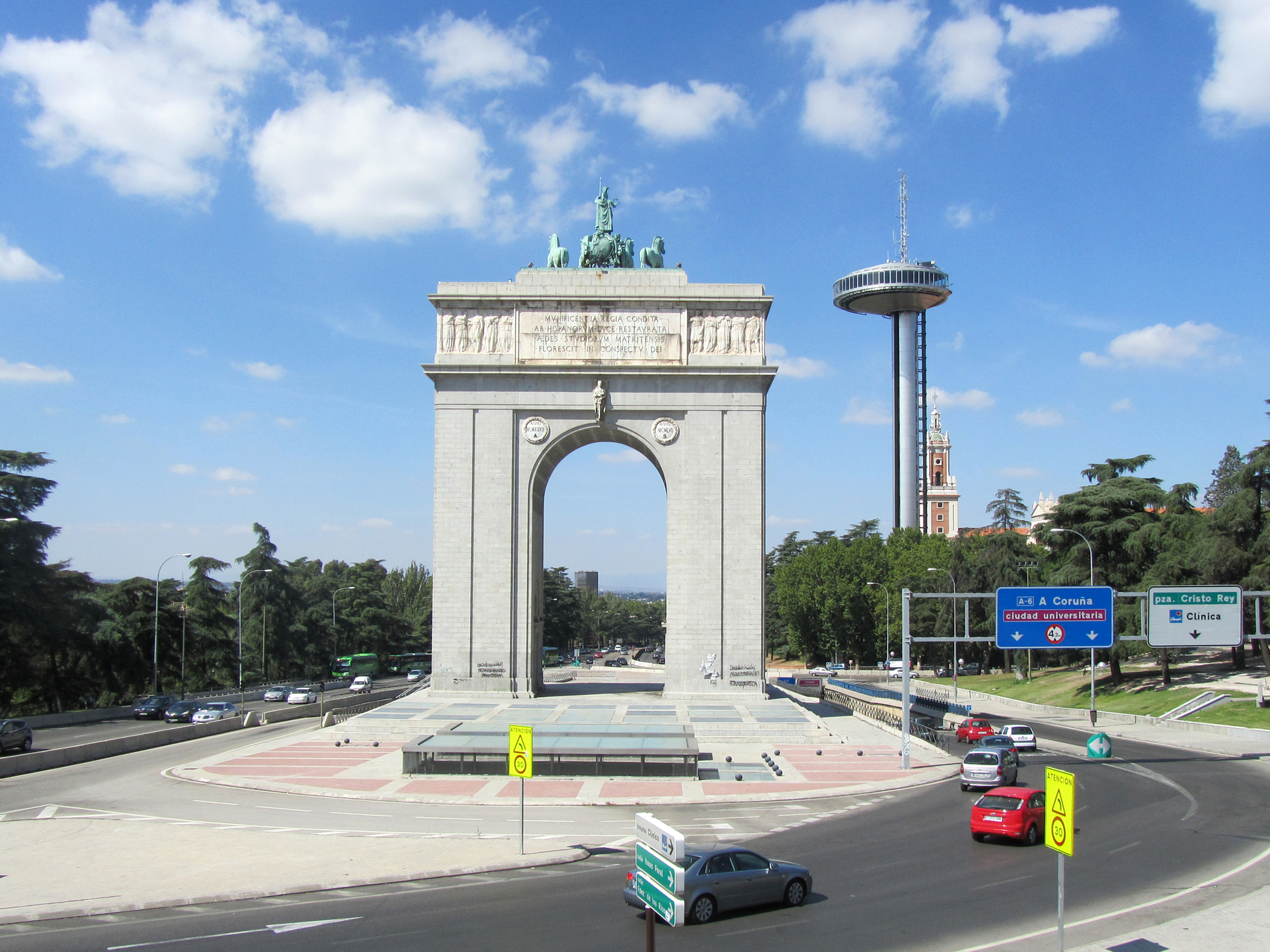
Арка Перемоги в Мадриді

Арка Перемоги — монумент в стилі ампір, побудований у 1956 році в Мадриді, спроектований на честь перемоги націоналістів у Громадянській війні. Генерал Франко нерідко проїздив повз арку по дорозі зі свого палацу Ель-Пардо. Арка має висоту 49 метрів, її вінчає бронзова колісниця. У верхній частині арки архітектори Паскуаль Браво і Модесто Лопес Отеро спроектували залу, де розміщені модель розташованого поруч з аркою університету площею 25 м та креслення плану самої арки. Доступ публіки туди закрито.